# 圭普薩
圭普薩是哥倫比亞的城鎮，位於該國東北部，由桑坦德省負責管轄，距離首府布卡拉曼加204公里，始建於1886年8月4日，面積66平方公里，海拔高度1,483米，2005年人口4,200。
6°01′N 73°34′W / 6.017°N 73.567°W